# Kazuar mniejszy
Kazuar mniejszy (Casuarius bennetti) – gatunek dużego ptaka z rodziny kazuarowatych (Casuariidae). Najmniejszy z kazuarów, wysokość 80 cm (do poziomu grzbietu), kask niezbyt wysoki, spłaszczony w części przedniej i tylnej, brak fałdów skórnych.

## Systematyka
Systematyka tego gatunku jest niejasna i sporna. Międzynarodowy Komitet Ornitologiczny (IOC) oraz autorzy Handbook of the Birds of the World uznają tylko dwa podgatunki: bennetti i westermanni.
Epitet gatunkowy upamiętnia George’a Bennetta (1804–1893), brytyjskiego lekarza i przyrodnika, osiadłego w Australii w 1836 roku.

## Charakterystyka
Kazuary (Casuariidae) są nielotami zaliczanymi do grupy największych ptaków na świecie. Na głowie posiadają charakterystyczny dla rodziny tak zwany kask lub hełm zbudowany z kości. Pierwotnie twierdzono, że służy on do przedzierania się przez gęsty las. Niedawne badania jednak wykazały, że używają go do przekopywania piasku i gruzu w poszukiwaniu pożywienia. Posiadają silne nogi, dzięki którym mogą biegać z prędkością nawet do 50 km/h i skakać do 5 m. Ich stopy mają zakończone pazurami 3 palce, z których środkowy jest najdłuższy. Większość ciała kazuarów jest pokryta czarnymi piórami, jednak w okresie młodocianym mają one barwę brązową. Na szyi osobników dorosłych znajdują się kolorowe, pozbawione piór fałdy skórne zwane koralami. Samice nieco różnią się od samców. Są większe, bardziej kolorowe i charakteryzują się większym rozmiarem hełmu. Casuarius bennetti jest najmniejszym gatunkiem z rodziny Casuariidae; długość ciała 100–110 cm; masa ciała 17,6 kg. Nie posiada on charakterystycznych dla kazuarów korali na szyi, a jego hełm jest spłaszczony.

## Występowanie
Występuje głównie w górskich lasach Nowej Gwinei, na Nowej Brytanii i wyspie Yapen w Indonezji. Populacja z Nowej Brytanii prawdopodobnie została introdukowana. Casuarius bennetti jako jedyny spośród kazuarów zamieszkuje lasy górskie, nawet do 3000 m n.p.m. Odnotowano także jego obecność na niżej położonych terenach, w przypadku gdy w pobliżu nie występują inne gatunki z rodziny Casuariidae.
Poszczególne gatunki zamieszkują:
- C. b. westermanni – półwysep Ptasia Głowa (północno-zachodnia Nowa Gwinea)
- C. b. bennetti – Nowa Gwinea (oprócz części północno-zachodniej), Yapen i Nowa Brytania

## Rozmnażanie
Ptak ten żyje zwykle samotnie. Wyjątek stanowi okres rozmnażania, kiedy osobniki dorosłe łączą się w pary. Wraz z nadejściem sezonu lęgowego samiec wyznacza teren, na którym czeka na samice. Kiedy się pojawi, zbliża się do niej, strosząc pióra na grzbiecie, dopóki nie zostanie zaakceptowany. Następnie samiec krąży wokół samicy, wydając charakterystyczne dla kazuarów dźwięki. Gdy samica jest gotowa, kuca, a samiec dziobie ją po grzbiecie, po czym dochodzi do kopulacji. Ptaki te żyją razem przez kilka tygodni. W tym czasie samica składa od 3 do 5 jaj w gnieździe przygotowanym wcześniej przez samca. Po złożeniu jaj samica opuszcza gniazdo w poszukiwaniu nowego partnera. Samiec natomiast wysiaduje jaja przez 7–8 tygodni. Po wykluciu piskląt wraz z młodymi odchodzi z gniazda. Przez następne 9 miesięcy towarzyszy swoim dzieciom, pomagając im znajdywać pożywienie i chroniąc je przed różnymi zagrożeniami takimi jak drapieżniki. Kazuary osiągają dojrzałość płciową w wieku 3,5 lat.

## Odżywianie
Dieta Casuarius bennetti składa się głównie z dużych owoców, ale w skład ich pożywienia wchodzą również owady, rośliny, grzyby, a nawet małe kręgowce takie jak jaszczurki czy żaby.

## Znaczenie w ochronie środowiska
Kazuar karłowaty pomaga w roznoszeniu nasion wielu gatunków drzew poprzez zjadanie ich owoców. Pełni on też ważną rolę w rozsiewaniu diaspor mniejszych roślin. Pomimo faktu, że wiele z tych nasion jest toksycznych, ptaki z rodziny Casuariidae mogą je spożywać, ponieważ cechują się szybkim metabolizmem. Casuarius bennetti nie jest zagrożony wyginięciem. Ostatnie badania wykazały, że polowania na osobniki tego gatunku nie zmniejszają znacznie ich liczebności.

## Znaczenie dla gospodarki
Kazuary karłowate są trzymane w niewoli jako zwierzęta hodowlane. Poluje się na nie również dla mięsa. Odnotowano ataki Casuarius bennetti na człowieka. Szczególnie w okresie rozmnażania samica staje się bardzo agresywna i potrafi zaatakować każdą istotę, jaką napotka na swojej drodze. Dlatego też powszechnie ten gatunek uważany jest za bardzo niebezpieczny.

## Aktualne kierunki badań naukowych
Badania przeprowadzone na wszystkich gatunkach rodzaju Casuarius dotyczą wykorzystania przez te ptaki hełmu znajdującego się na czubku ich głów. Natomiast Casuarius bennetti był badany głównie pod kątem diety.